# Ecomuseo della canapa
L'ecomuseo della canapa (in francese, Écomusée du chanvre) è un museo valdostano sito in località Chardonney, a Champorcher, nei pressi della sede della Cooperativa "Lou Dzeut" che lo gestisce. Nel 2024 il museo è chiuso per lavori.

## Descrizione
Il museo è ospitato in un'antica casa rurale di quattro piani del XVIII secolo e oggi parzialmente restaurata, la Maison de Thomas (Miti de Toumà in patois locale),  unico esempio completo di architettura tradizionale valdostana a Champorcher. Esso propone ai visitatori un percorso che attraversa gli antichi spazi funzionali del pian terreno della casa rurale: la cantina (crotta), la stalla (boi) e la cucina rustica (meison).
L'atmosfera della veillà e della coabitazione tra uomini e animali è ricreata grazie a alla luce soffusa e alla sonorizzazione degli ambienti.

## La mostra

Rosa Gontier (1896-1982) al telaio a Chardonney negli anni Settanta.

L'ecomuseo presenta una mostra permanente sulla lavorazione della canapa (filatura, tessitura, ecc.), tipica della valle di Champorcher. Tra gli oggetti conservati si fanno notare un orditoio e un modello antico di telaio orizzontale manuale con struttura in larice, simili a quelli raffigurati nel Codice degli Umiliati, manoscritto del 1421 conservato presso la Biblioteca Ambrosiana di Milano.
Il telaio del museo, probabilmente unico esemplare supersite in Valle d'Aosta, è anche simile al telaio conservato al museo Walser di Alagna Valsesia. Donato da Rosa Glarey al Comune, è stato utilizzato fino alla seconda guerra mondiale e restaurato nell'ambito del programma Interreg. Viene rimesso in funzione a scopo dimostrativo in occasione delle visite guidate gratuite proposte dalla Cooperativa "Lou Dzeut".
All'esterno del museo è posto un pannello informativo illustrato da Francesco Corni.

## Storia

Battista (1899 - 1982), Rosa (1896 - 1982) e Luisa (1904-1995) Gontier al lavoro.

Lana e canapa fanno parte per secoli della vita in sussistenza delle valli montane e vengono usate per la confezione di corredi, capi di abbigliamento e teli da lavoro. I drap, ossia le pezze di tessuto, vengono tessute in famiglia, e in caso di produzione in eccedenza rivendute, date in pegno o lasciate in eredità.
In tutto l'arco alpino la canapa, che presenta una fibra più robusta della lana da filare, è coltivata vicino ai numerosi corsi d'acqua. A Champorcher le condizioni climatiche sono sfavorevoli e alla fine del Settecento la coltivazione in loco può dirsi abbandonata. La canapa è portata a Champorcher a spalla dalla valle del torrente Ayasse e i mannelli vengono lasciati a macerare nell'acqua fino ad ottenerne una fibra adatta da filare e infine tessere.
L'economia della tessitura è per secoli rilevante per la comunità di Champorcher: le tisserandes e i tisserands sono numerosi, ad esempio nel 1911 a Gontier tutte le donne e ragazze della maison des filles tessono.

M.B. e Luisa Gontier all'arcolaio a Champorcher nel 1976 (Foto BREL).

Tutta la famiglia contribuisce, con una suddivisione dei compiti secondo le proprie capacità. Il telaio è posto nella stalla, che nella casa rurale tradizionale è parte integrante dell'abitato e grantisce la giusta umidità per facilitare la filatura a mano. La tela prodotta si misura in aulnes.
Alla fine della seconda guerra mondiale, con i grandi cambiamenti strutturali della società e nuovi stili di vita, molti telai vengono venduti o bruciati, le stalle abbandonate.
Nuovo interesse per la tessitura suscita la costituzione della cooperativa "Lou Dzeut" nel 1989.
La Maison de Thomas in località Chardonney è acquisita dal Comune verso la metà degli anni Novanta del Novecento.
Alluvionata, è parzialmente restaurata grazie ai fondi del progetto C.R.A.F.T.S del programma Interreg IIIB Spazio Alpino, approvato nell'agosto del 2002 e realizzato negli anni 2000. La stalla recuperata, in cui si conserva l'antico telaio in legno, può così ospitare l'ecomuseo.
Nel 2012, l'azione artistica intorno alla canapa Di filo in filo di valle in valle con l'intervento di vari artisti locali e internazionali e in collaborazione con la cooperativa "Lou Dzeut" rinnova l'interesse per la tradizione e incontra il favore del FAI.

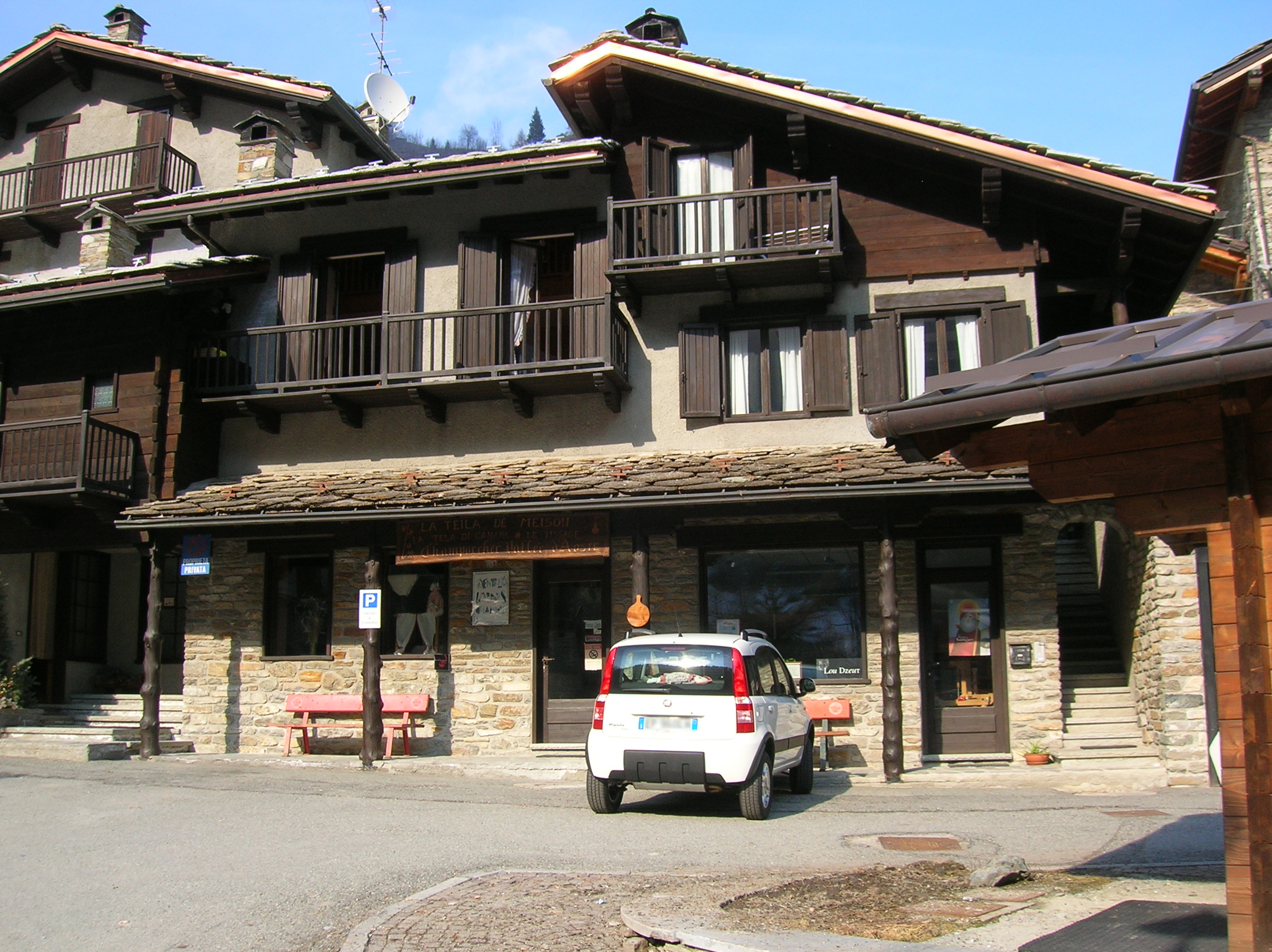
La sede della Cooperativa "Lou Dzeut" a fianco del museo.

Dal 2012 il comune prevede un intervento di restauro coordinato dall'architetto Roberto Rosset per consolidare tutta la struttura della casa di Thomas e allestire anche il primo piano, in vista di un ampliamento del museo, con un'attenzione particolare all'abbigliamento tradizionale. Il progetto di recupero prevede anche il restauro dell'antico mulino ad acqua situato nel villaggio, usato un tempo per macerare la canapa. Nel 2017 il progetto, approvato e finanziato dalla Regione da ormai 5 anni, è bloccato per un contenzioso e definanziato, mentre la Maison de Thomas versa in uno stato di degrado che rischia di compromettere le attività museali e intaccare la parte dell'edificio già restaurata. Nel 2018 il museo è di nuovo aperto per le visite gratuite. A settembre 2019 il Comune di Champorcher sblocca nuovi fondi per provvedere al restauro.